# Saxe primitive
 (mai 2022).
Si vous disposez d'ouvrages ou d'articles de référence ou si vous connaissez des sites web de qualité traitant du thème abordé ici, merci de compléter l'article en donnant les références utiles à sa vérifiabilité et en les liant à la section « Notes et références ».
La Saxe primitive (en allemand : Altsachsen) ou Vieille-Saxe, est la région historique d'Europe centrale occupée par les Saxons dans l'Antiquité tardive et au haut Moyen Âge. Les tribus chauques, angrivariennes et chérusques, formant la fédération des Saxons au IIIe siècle, vivaient sur le territoire qui aujourd'hui correspond au nord-ouest de l'Allemagne et aux Pays-Bas orientaux (voir aussi bas saxon). À la période mérovingienne, plusieurs tribus ont succombé à la suprématie des royaumes francs, jusqu'à ce que Charlemagne soumette définitivement les Saxons au pouvoir carolingien.
À cet égard, la Saxe primitive comprend toute la région de lotissement en Westphalie, en Basse-Saxe (à l'exception des zones frisonnes et slaves) et en Holstein (à l'exception du territoire des Wagriens), ainsi que le nord-est des Pays-Bas et l'ouest de Saxe-Anhalt. Il faut distinguer ces domaines du territoire de la Saxe historique (« Haute-Saxe ») et de l'actuel État libre de Saxe situé en Allemagne centrale.

## Géographie

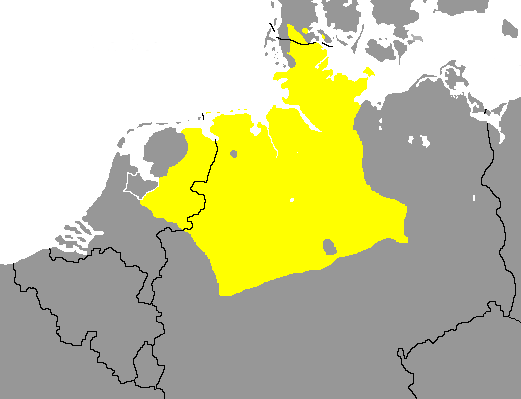
La région de langue bas-saxonne.

Répartition des peuples germaniques au Ier siècle.

Les tribus germaniques qui sont ensuite incluses dans la fédération saxonne peuplaient une vaste zone s'étendant du Zuiderzee (l'IJsselmeer d'aujourd'hui) aux bassins de la Weser et de l'Elbe et jusqu'à Holstein et l'Eider au nord. Selon la conception traditionnelle, basée sur le point de vue transmis par Ptolémée, les Saxons sont originaires des terres qui correspondent à peu près à l'actuel Holstein, d'où ils semblent s'être étendus au sud et à l'ouest. Au VIe siècle, ils arrivent au Hamaland ainsi qu'aux territoires des Bructères et des Tubantes. Néanmoins, une telle représentation est aujourd'hui considérée comme dépassée dans le monde scientifique.
La Saxe avait pour voisins les Thuringes au sud, la zone d'influence franque à l'ouest, les Frisons et le pays des Jutes et des Angles au nord, ainsi que celui des peuplades slaves établies sur les rives de l'Elbe et de la Saale à l'est. Autrefois à la limite du territoire romain, cette région a connu le passage et l'installation de plusieurs groupes ethniques cousins, globalement appelés les Germains, à la fin de l'Antiquité. Sans unité politique, elle était morcelée en plusieurs chefferies ou petits royaumes, avant de susciter l'intérêt de ses voisins occidentaux, les Francs. Ceux-ci, alliés à Rome, mêlent leurs intérêts politiques aux visées évangélisatrices du clergé pour grignoter la zone d'influence saxonne. Le pays fut définitivement conquis par les Carolingiens à la fin de la guerre des Saxons en 804, et fut érigé en duché de la Francie orientale sous le règne du roi Louis le Germanique après la conclusion du traité de Verdun en 843.
Il se composait de trois grandes régions ; l'Angrie, la Westphalie, et l'Ostphalie.
Le nom historique des Saxons, mentionné dans les sources antiques, est dérivé de leur arme blanche typique, le scramasaxe. Un lien direct figure dans l'Annolied, un poème en moyen haut allemand rédigé vers 1080. Dès la fin du IIIe siècle, les auteurs classiques disent des Saxons qu'ils sont des pirates qui infestaient la mer du Nord et Manche, et que pour protéger le littoral contre leurs incursions et leurs raids, les Romains ont dû mettre en place le litus Saxonicum (côte saxonne) des deux côtés de la Manche jusqu'à l'Atlantique. Au Ve siècle, beaucoup de Saxons, Angles et Jutes émigrèrent au sud-est de la Grande-Bretagne où les Anglo-Saxons devinrent alors la culture dominante.

## Histoire

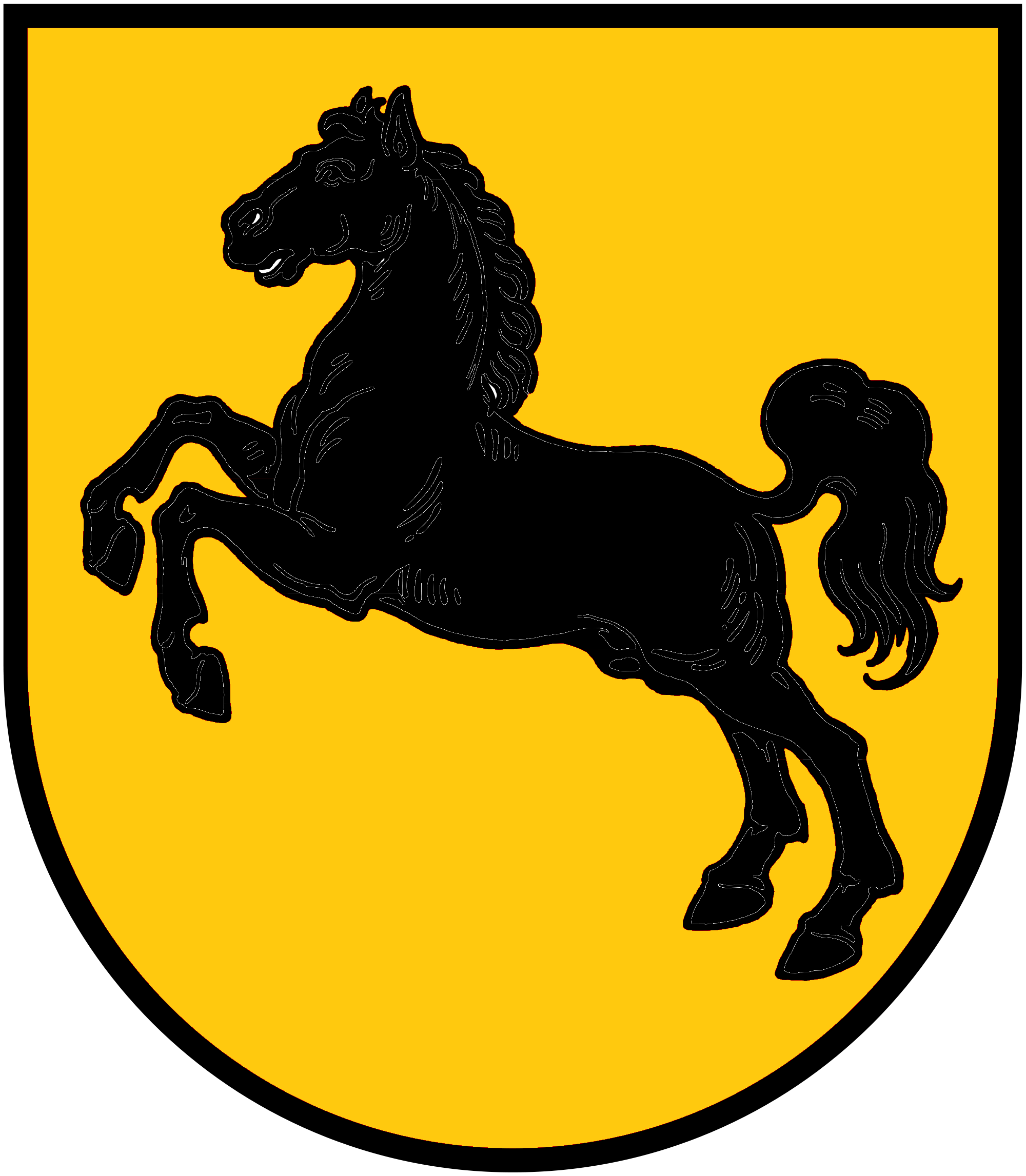
Premières armoiries de la Saxe.

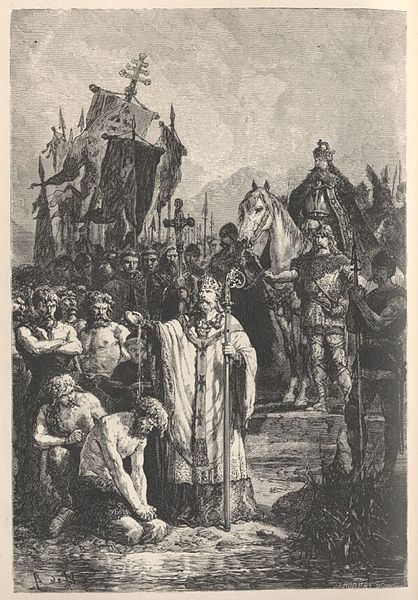
Conversion des Saxons.

- Vers 200 - 400 : les Saxons, qui vivaient jusque-là au nord de l'Elbe dans le Holstein, s'installent dans la partie sud (de nos jours la Basse Saxe), Westphalie et Ostphalie.
- Ve siècle : des Saxons et des Angles s'installent en Angleterre et y fondent quatre des États de l'Heptarchie.
- Au début du VIe siècle : les Saxons atteignent le Rhin.
- 531 : Saxons et Francs détruisent le royaume de Thuringe. Les Saxons habitent dans la région jusqu'à la rivière Unstrut.
- VIIe siècle: élection des premiers ducs, mais seulement en temps de guerre. À partir de Clotaire II, ils doivent payer le tribut aux Francs.
- 718 : le Franc Charles Martel fait la guerre contre la Saxe, soutien des Neustriens.
- 743 : le Franc Carloman commence une nouvelle guerre contre la Saxe qui apporte son aide à Odilon de Bavière.
- 772-804 : le roi franc Charlemagne, futur empereur d'Occident, engage une guerre de 32 ans contre le duché de Saxe.
  - 772 : Charlemagne occupe le château d'Eresburg près de Paderborn et détruit l'Irminsul, un lieu sacré saxon.
  - 773 : Charlemagne va en Italie. Les Saxons saisissent l'occasion et réoccupent l'Eresburg.
  - 774/775 : l'armée de Charlemagne marche de nouveau contre la Saxe. Les Francs réoccupent le château d'Eresburg, ainsi que celui de Sigibourg. À Höxter, les Francs traversent la rivière Weser et la guerre contre la partie ostfalienne.
  - 776 : Charlemagne de nouveau en Italie. Les Saxons réoccupent les deux châteaux.
  - 777 : Charlemagne construit le Karlsbourg près de Paderborn. Il appelle pour le Heerschau[Quoi ?]. Quelques Saxons viennent et se convertissent à la religion chrétienne.
  - 779 : le duc saxon Widukind commence une guerre de guérilla contre les Francs. L'armée de Charlemagne marche vers le nord jusqu'à l'Elbe.
  - 782 : Charlemagne fait son Blutgericht à Verden sur la rivière Aller. Il ordonna de tuer plus de 4 500 Saxons. Charlemagne est surnommé en Saxe de Charles le boucher.
  - 783 : batailles près de Detmold et sur la rivière Hasel. Les Saxons perdent les deux combats. Le duc Widukind bat en retraite jusqu'au château de Widukindsburg près d'Osnabrück.
  - 784 : bataille dans le Dreingau.
  - 785 : les Francs capturent Widukind, qui se convertit.
  - 787 : Charlemagne entreprend la conquête religieuse de la Saxe et prend des mesures sévères par le capitulaire de Partibus Saxonae obligeant les Saxons à respecter les chrétiens et à se convertir au christianisme, sous peine de mort.
  - 792-795 : les Saxons se dressent contre les Carolingiens.
  - 796-799 : Charlemagne ordonne une nouvelle marche contre les Saxons.
  - 804 : la dernière résistance des Saxons est éliminée par les Carolingiens. Déportation en masse des Saxons dans l'Empire carolingien.